# Ptilocolepus colchicus
Ptilocolepus colchicus är en nattsländeart som beskrevs av Martynov 1913. Ptilocolepus colchicus ingår i släktet Ptilocolepus och familjen smånattsländor. Inga underarter finns listade i Catalogue of Life.